# 增盛镇
增盛镇，是中华人民共和国吉林省松原市扶余市下辖的一个乡镇级行政单位。

## 行政区划
增盛镇下辖以下地区：
增盛村、茶棚村、兴和村、增兴村、兴盛村、福民村、兴华村、站荒村、兴丰村、荣家村、长安村、兴发村、世元村、沿江村、毛家村、李勇村和兴旺村。